# Mike Crapo
Michael Dean Crapo, dit Mike Crapo, né le 20 mai 1951 à Idaho Falls (Idaho), est un homme politique américain, membre du Parti républicain. Il est élu du deuxième district congressionnel de l'Idaho à la Chambre des représentants des États-Unis de 1993 à 1999 et sénateur de l'Idaho au Congrès des États-Unis depuis 1999.

## Biographie
Mike Crapo est né le 20 mai 1951 à Idaho Falls en Idaho.
Diplômé en droit d'Harvard, devint avocat en Idaho et un militant du Parti républicain.
De 1985 à 1992, il est sénateur de l'État de l'Idaho.
De 1993 à 1999, il est député à la Chambre des représentants des États-Unis, réélu en 1994 et 1996.
En novembre 1998, il est élu sénateur de l'Idaho au Sénat des États-Unis et reprend le siège laissé vacant par le sénateur républicain Dirk Kempthorne, élu gouverneur.
En 2004, Crapo est réélu avec 99 % des voix, sans opposition démocrate et contre un candidat indépendant. Il est réélu en 2010 et 2016.
Son siège de sénateur républicain de l'Idaho au Congrès fédéral est considéré comme le plus sûr politiquement du Sénat.
Il s'est engagé pour le retrait des États-Unis de l'accord de Paris sur le climat. Lui-même a reçu des fonds des industries du pétrole, du gaz et du charbon pour financer ses campagnes électorales.
Alors qu'il siège à la commission des Finances du Sénat, il s'élève contre le projet d'introduction au niveau mondial d'un taux minimum d’imposition de 15% sur les multinationales, déclarant que les États-Unis « n’étaient pas enclins à accepter un accord qui continue de cibler les compagnies américaines ».